# BMW F15
是德国汽车制造商BMW所生产的一款跨界运动型多用途车。作为BMW X5的第三代车型，它与前作车型BMW E70使用相同的平台，但有着更全面的改款，其中包括内部及外部的表面变化。该型号于2013年5月30日首次向公众发布，并在同年的法兰克福车展率先亮相。

## 发布
F15最早在2013年的法兰克福车展揭幕。初期提供的的X5版本包括有xDrive50i、xDrive30d和M50d，xDrive40d、xDrive35i、xDrive25d以及sDrive25d则在2013年12月加入。而X5的美规版本是在2013年第四季度进驻美国展厅，初期的版本包括sDrive35i、xDrive35i、xDrive50i，以及随后于2014年初发布的xDrive35d。

## 设计
型号为F15的第三代BMW X5与前作车型BMW E70相比，其长度增加了5毫米、宽度增加了26毫米、高度则降低了14毫米，但轴距仍维持2933毫米。F15的前部的设计元素取自3系列的F30，后者则与当时其它X系列的车型类似。其外观是由BMW设计师马克·约翰逊（Mark Johnson）所设计，它是在2010年获得批准，并于2011年敲定量产。
BMW声称，第三代X5的车身采用超高强度钢、热塑性塑料侧板、铝制发动机罩和镁材仪表板，多个细节的累加使其成为同级车中较轻的车型。根据版本的差异，第三代X5比上一代采用同等配置的相应车型所减轻的重量最高可达90公斤。
F15配备了BMW的驾驶者辅助系统。车内的多媒体显示器达到10.25英寸，并被独立安置在中部位置。其iDrive系统进行了修改，同时还支持手势控制功能。通过所谓的驾驶体验按钮，驾驶者可以选择不同的驾驶模式，它们尤其可对燃油供给、换挡和转向施加影响。而选配的舒适型自适应悬架组件，则可令减震器通过驾驶体验按钮控制。

## 内饰
自2013年12月起，特定型号的BMW个性化配置已被加入选配包，可供所有全系车型选配。这些选项包括深色细线纹纯木纹理高级木饰（对比色的缝线和滚边以及座椅表面的装饰性穿孔）、高光炫晶灰色美国橡木高级木饰、20英寸的轻量铝合金双幅轮圈搭配混合轮胎，以及更多的车身颜色（矿石银、冰川银及帝王蓝金属漆，宝石青及星光棕定制漆）。
增强型驾驶辅助的交通堵塞辅助选项和经过改良的自动泊车辅助系统（油门、刹车踏板、换挡控制）均被标配在自2013年12月起生产的F15上。

## 生产
F15如同它的前作车型E70一样，都是由设于南卡罗来纳州格里尔的BMW美国制造公司所生产。该车型有约30%的份额都在北美市场销售，其余70%则出口至全球140余个不同国家。除X5外，还有X3、X4和X6也在当地生产。

## 技术参数
F15拥有自身的汽油或柴油发动机。所有款式都提供全轮驱动系统“xDrive”和8速自动变速箱。
| 款式       | xDrive 35i                      | xDrive 50i                      | sDrive 25d                 | xDrive 25d                 | xDrive 30d                 | xDrive 40d                 | M50d                            |
| 生产周期   | 自2013年12月                    | 自2013年8月                     | 自2013年12月               | 自2013年12月               | 自2013年8月                | 自2013年12月               | 自2013年8月                     |
| 发动机特点 |                                 |                                 |                            |                            |                            |                            |                                 |
| 发动机型号 | N55B30                          | N63B44                          | N47D20                     | N47D20                     | N57D30                     | N57D30                     | N57D30S1                        |
| 发动机类别 | R6-汽油发动机                   | V8-汽油发动机                   | R4-柴油发动机              | R4-柴油发动机              | R6-柴油发动机              | R6-柴油发动机              | R6-柴油发动机                   |
| 混合气处理 | 燃油直喷                        | 燃油直喷                        | 高压共轨直喷               | 高压共轨直喷               | 高压共轨直喷               | 高压共轨直喷               | 高压共轨直喷                    |
| 发动机增压 | 涡轮增压器                      | 涡轮增压器                      | 涡轮增压器                 | 涡轮增压器                 | 涡轮增压器                 | 涡轮增压器                 | 涡轮增压器                      |
| 汽缸容积   | 2979 cm³                        | 4395 cm³                        | 1995 cm³                   | 1995 cm³                   | 2993 cm³                   | 2993 cm³                   | 2993 cm³                        |
| 最大功率   | 225 kW (306 PS) / 5800–6400/min | 330 kW (450 PS) / 5500–6000/min | 160 kW (218 PS) / 4400/min | 160 kW (218 PS) / 4400/min | 190 kW (258 PS) / 4000/min | 230 kW (313 PS) / 4400/min | 280 kW (381 PS) / 4000–4400/min |
| 最大扭矩   | 400 Nm / 1200–5000/min          | 650 Nm / 2000–4500/min          | 450 Nm / 1500–2500/min     | 450 Nm / 1500–2500/min     | 560 Nm / 1500–3000/min     | 630 Nm / 1500–2500/min     | 740 Nm / 2000–3000/min          |
| 传动装置   |                                 |                                 |                            |                            |                            |                            |                                 |
| 驱动方式   | 全轮驱动                        | 全轮驱动                        | 后轮驱动                   | 全轮驱动                   | 全轮驱动                   | 全轮驱动                   | 全轮驱动                        |
| 变速箱     | 8速自动变速箱                   | 8速自动变速箱                   | 8速自动变速箱              | 8速自动变速箱              | 8速自动变速箱              | 8速自动变速箱              | 8速自动变速箱                   |
| 测定值     |                                 |                                 |                            |                            |                            |                            |                                 |
| 空车重量   | 2105 kg                         | 2250 kg                         | 2070 kg                    | 2115 kg                    | 2145 kg                    | 2185 kg                    | 2265 kg                         |
| 最高车速   | 235 km/h                        | 250 km/h                        | 220 km/h                   | 220 km/h                   | 230 km/h                   | 236 km/h                   | 250 km/h                        |
| 百公里加速 | 6.5 s                           | 5.0 s                           | 8.2 s                      | 8.2 s                      | 6.9 s                      | 5.9 s                      | 5.3 s                           |
| 百公里油耗 | 8.5 l Super                     | 10.4 l Super                    | 5.7 l Diesel               | 5.9 l Diesel               | 6.2 l Diesel               | 6.3 l Diesel               | 6.7 l Diesel                    |
| 碳排量     | 197 g/km                        | 242 g/km                        | 149 g/km                   | 154 g/km                   | 162 g/km                   | 164 g/km                   | 177 g/km                        |
| 排放等级   | Euro 6                          | Euro 6                          | Euro 6                     | Euro 6                     | Euro 6                     | Euro 6                     | Euro 6                          |